# 席田郡 (岐阜県)
- 令制国一覧 > 東山道 > 美濃国 > 席田郡
- 日本 > 中部地方 > 岐阜県 > 席田郡

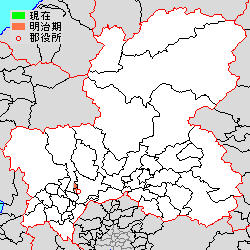
岐阜県席田郡の位置

席田郡（むしろだぐん）は、岐阜県（美濃国）にあった郡。現在は席田用水にその名をとどめる。

## 郡域
1879年（明治12年）に行政区画として発足した当時の郡域は、以下の区域にあたる。一里四方の小郡で、美濃国内の郡では最小の面積であった。郡名の由来は、蓆を延べた様な田地であるためという。
- 本巣市の一部（上保・郡府・北野・春近・石原・三橋・仏生寺）
- 本巣郡北方町の一部（芝原東町・芝原中町・芝原西町・加茂・朝日町・栄町・東加茂・若宮）

## 歴史

### 古代
- 和銅8年（715年）7月 - 本巣郡東部地域を割いて独立建置。尾張国の人、外従八位上席田君邇近と帰化人（新羅人74家）が入植。
- 美和、磯部、那珂、名太の4郷が見られ、郡衙は那珂郷にあったと推定される(今の本巣市糸貫町郡府付近)。
- 承和3年(836年)6月、当郡の空閑地70町が宗康親王に下賜された。
- 元慶元年(834年)4月19日、この年の大嘗祭の悠紀国が美濃国と決まり、当郡に斎田が卜定された。
- 仁和3年(887年)に美濃国分寺が焼失した時、当郡内の定額尼寺がその機能を代役した。[1]

### 近世以降の沿革
- 「旧高旧領取調帳」に記載されている明治初年時点での支配は以下の通り。●は村内に寺社領が存在。

| 知行          | 知行                         | 村数 | 村名                           |
| ------------- | ---------------------------- | ---- | ------------------------------ |
| 幕府領        | 大垣藩預地                   | 1村  | 芝原村                         |
| 幕府領 旗本領 | 美濃郡代 戸田主水            | 1村  | 石原村                         |
| 旗本領        | 戸田主水                     | 4村  | 春近村、郡府村、三橋村、加茂村 |
| 旗本領        | 大島喜八郎                   | 1村  | 上保村                         |
| 旗本領 寺社領 | 戸田主水 春日神社            | 1村  | 仏生寺村                       |
| 旗本領 寺社領 | 戸田銑五郎 伊勢神宮 北野神社 | 1村  | 北野村                         |

- 慶応4年
  - 4月15日（1868年5月7日） - 全域が笠松裁判所の管轄となる。
  - 閏4月25日（1868年6月15日） - 笠松県の管轄となる。
- 明治4年11月22日（1872年1月2日） - 第1次府県統合により岐阜県の管轄となる。
- 明治12年（1879年）2月18日 - 郡区町村編制法の岐阜県での施行により、行政区画としての席田郡が発足。「本巣席田郡役所」が本巣郡北方町に設置され、同郡とともに管轄。
- 明治22年（1889年）7月1日 - 町村制の施行により、上保村、郡府村、北野村、春近村、石原村、三橋村、仏生寺村、芝原村、加茂村が発足。（9村）
- 明治30年（1897年）4月1日 - 郡制の施行のため、本巣郡・席田郡および方県郡・大野郡の各一部の区域をもって、改めて本巣郡が発足。同日席田郡廃止。

## 行政
本巣・席田郡長
| 代 | 氏名 | 就任年月日                | 退任年月日                | 備考                                             |
| -- | ---- | ------------------------- | ------------------------- | ------------------------------------------------ |
| 1  |      | 明治12年（1879年）2月18日 |                           |                                                  |
|    |      |                           | 明治30年（1897年）3月31日 | 本巣郡および大野郡の一部との合併により席田郡廃止 |